# Дюкейнски университет
Дюкейнският университет (на английски: Duquesne University) е частен католически университет в Питсбърг, щат Пенсилвания. Основан е през 1878 г. В него следват около 5584 студенти на бакалаварско ниво и 4011 на магистърско. Той е един от трите основни университета в града наред с Питсбъргския университет и Карнеги Мелън.
Въпреки римокатолическата си обвързаност в университета учат студенти от всякакви религии. На бакалаварско ниво са включени в учебната програма 2 религиозни курса, които могат да бъдат с всякаква религиозна насоченост, не само католическа. На магистърско ниво не е задължително да се взимат религиозни курсове.
Университетът е дом на „Тамбурите“, популярен фолклорен състав изпълняващ български и всякакви други източноевропейски песни и танци. В университетът е било активно и „Българското общество“, студентска организация съществувала между 2000 и 2002 година, популяризирала българската култура и България.